# 網走番外地 吹雪の斗争
『網走番外地 吹雪の斗争』（あばしりばんがいち ふぶきのとうそう）は、1967年12月23日に公開された日本映画。製作は東映（東京撮影所）。
高倉健と菅原文太が初共演した作品である。

## スタッフ
- 企画：今田智憲、植木照男
- 原案：伊藤一（プレス東京 刊「網走番外地」より）
- 脚本：石井輝男
- 撮影：中島芳男
- 録音：広上益弘
- 照明：大野忠三郎
- 編集：鈴木寛
- 助監督：野田幸男
- 擬斗：日尾孝司
- 進行主任：武田英治
- 現像：東映化学工業株式会社
- 音楽：八木正生
- 監督：石井輝男

## 主題歌
「網走番外地」
- - 作詞：タカオ・カンベ
  - 採譜・編曲：八木正生
  - 唄：高倉健

## 協力
- 層雲峡温泉

ホテル 大雪

## 出演者
- 橘真一：高倉健
- 蝮：菅原文太
- タニー：谷隼人
- 雪子：宮園純子
- 南海：中谷一郎
- 辰：山本麟一
- 看守：沢彰謙
- マサ：梅宮辰夫
- 赤熊：笈田敏夫
- デカ虎：戸上城太郎
- 青鬼：関山耕司
- 男B：八名信夫
- 吉：石橋蓮司
- 用心棒：日尾孝司
- 男C：小林稔侍
- 外人：ジャック・オンガン
- 男A：伊達弘
- 佐川二郎
- 高橋英二
- 橘の父：相馬剛三
- 囚人A：山田甲一
- 憲兵：久保比左志
- 村人A：村越正八
- 巡査：桐島好夫
- 長谷川輝夫
- 囚人B：亀山達也
- 高倉英二（若駒）
- 戸塚孝（若駒）
- 田沼瑠美子
- 轟：安藤昇（特別出演）
- 以下ノンクレジット
- 手下：日尾孝司、清水照夫、沢田浩二
- 書記：山浦栄
- パーティー出席者：美原亮

## 製作
映画の製作が決まると石井輝男監督が今田智憲東映東京撮影所所長に、「シリーズも10本になるとマンネリするので、この際、監督も変えた方がいいのでは」と監督降板を申し出た。ドル箱シリーズをやすやす終わらせることは出来ず、石井との交渉は難航したが、マンネリとの指摘を受けて、今田所長は主演の高倉健を残し、それまでのシリーズで常連だった嵐寛寿郎や田中邦衛、谷隼人、大原麗子、小林稔侍といった役者を全部降ろし、安藤昇、菅原文太、梅宮辰夫といったひと癖、ふた癖あるメンバーを加え、キャスティングを一新した。一人"番外地"に取り残された格好となった高倉は「どうなろうと、僕はやる」と自身の当たり役シリーズは続ける強い意向を示した。安藤昇は本作の直前に東映から出演オファーを受けた『侠客の掟』に対して、「こんな子供だましのケンカ映画にゃ出られん。やくざものでも、もっと前向きの企画を要求したい。リンチも人殺しもいい。しかし悪い人間は悪いのだから、徹底的にやっつけるべきだ。その点、東映の映画はいつもアイマイになっている。こんな調子だとやくざ映画が曲解されてダメになる」などと東映をたしなめたが、本作には出演した。安藤の当時のギャラは一本400万円と、当時の東映の二枚看板、鶴田浩二と高倉並みの高額なギャラを取るスターに出世していた。

### キャスティング
菅原文太は東映移籍後の東映映画初出演。安藤昇が映画俳優デビューとなった1965年の『血と掟』は、最初は松竹に在籍中の菅原が主役（安藤役）をやる予定だったが、安藤が自ら演じることになり、菅原は快く主役を引いたことから菅原と安藤は親しい仲となった。1967年に安藤が東映の『懲役十八年』に主演することになり、この打ち合わせで安藤に誘われ、東映京都撮影所に出向いたおり、同撮影所所長の岡田茂と俊藤浩滋プロデューサー、安藤の三者の打ち合わせに所長室へ入ったことから、俊藤から「安藤君にくっついてきたあの男は何者だ。うちで仕事をする気があるかなあ」と人を介して伝えられ、菅原は「ぜひ、お願いしますよ、東映映画は大好きだから…もう松竹で変なメロドラマなんかやりたくない」と東映に移籍した。

### 撮影
安藤が高倉とのラストシーンでの対決の撮影で、石井監督のイメージする悪天候にならず。吹雪の中、ロケバスで待機していた役者たちは、尋常でない寒さに耐えていたが、安藤がブチ切れ、石井と喧嘩別れしてそのまま帰ってしまった。この後は長い間、安藤と石井は疎遠になっていたが、嵐寛寿郎の仲介で1973年の『現代任侠史』で和解がなされた。